# Maxime Lombardini
Pour les articles homonymes, voir Lombardini.
Maxime Lombardini, né le 25 octobre 1965 à Neuilly-sur-Seine, est un dirigeant de sociétés français.
Il est directeur général d'Iliad, maison mère de l'opérateur internet Free, depuis mars 2007. Il remplace Michaël Boukobza à ce poste. En 2018, il est remplacé par Thomas Reynaud, ancien directeur financier qui lui succède, et devient vice-président du conseil d'administration.
Depuis septembre 2023, il est président et directeur des opérations de Tigo.

## Formation
Il est diplômé de l'Institut d'études politiques de Paris et titulaire d’une maîtrise de droit des affaires et de droit fiscal de l’université Paris-II.

## Carrière
- 1996-1999 : secrétaire général de TPS, poste où il a participé au lancement du bouquet satellite, filiale de TF1 et M6.
- 1999-2003 : directeur du développement de TF1.
- 2003-2007 : directeur général de TF1 Production (effectif de 350 salariés).
- 2007-2018 : directeur général d'Iliad. Il est remplacé en mai par Thomas Reynaud.
- 2011-en cours : membre de l'advisory board de la startup Contract Live, plateforme de gestion de contrats en ligne[1].

## Rémunération
En 2012, Maxime Lombardini a perçu 384 000 € de salaires dans le cadre de sa fonction de directeur général d'Iliad. 

## Abus de marché
Le 28 mars 2019, Maxime Lombardini est visé par une procédure de sanction de l'AMF : le gendarme de la bourse soupçonne des abus de marché lorsque Iliad avait tenté de racheter T-Mobile US pour 15 milliards de dollars en 2014.